# Kaseler Nieschen

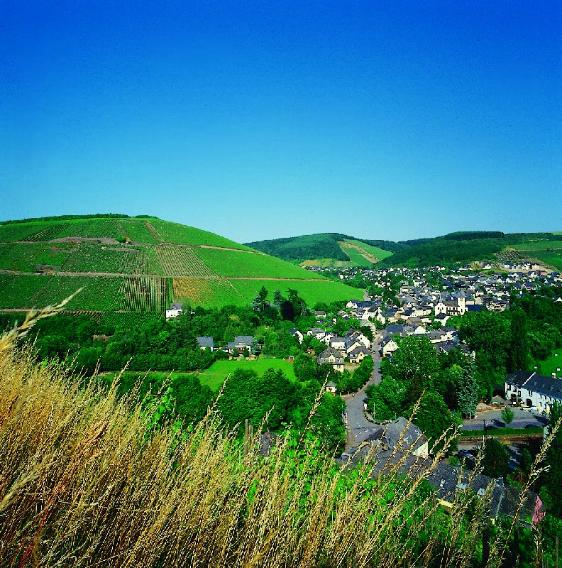
Weinbergslage Kaseler Nies’chen

Das Kaseler Nieschen (alternative Schreibweise Kaseler Nies’chen, früher auch Kaseler Niesgen) in Kasel im Ruwertal ist eine deutsche Weinbaulage im Weinbaugebiet Mosel. Es hat seinen Namen von Agnes – dem kleinen Agneschen, Agnischen, Nieschen.
In der Lage an der Ruwer wird hauptsächlich Riesling angebaut. Auf den 16,8 Hektar nach Süd-Südwesten ausgerichteten steilen Schieferverwitterungsböden wirtschaften u. a. die Weingüter Weingut Erben von Beulwitz (Mertesdorf, Anteil: 2,7 Hektar), Weingut Karlsmühle (Mertesdorf), Weingut van Elkan (Mertesdorf), Weingut Reichsgraf von Kesselstatt (Anteil: 4,4 Hektar), Weingut H. Neuerburg (Kasel), Dominikaner-Weingut C. von Nell-Breuning, Winzergenossenschaft Kasel und die Bischöflichen Weingüter Trier.
Die Weine der Lage Kaseler Nieschen erzielen regelmäßig Höchstpreise bei den Versteigerungen des Bernkasteler Rings und verfügen über hohe internationale Auszeichnungen der Weinbranche. Westlich benachbart ist die Lage Kaseler Hitzlay, auf der ebenfalls hochwertige Rieslingweine produziert werden.

## Geschichte zur Entstehung des Namens
Ein kleines Mädchen namens Agnes, dessen Eltern ein großes Weingut in Kasel besaßen, hatte bei den Einheimischen den Spitznamen Nies’chen (eine Verniedlichung des Namens Agnes). Da die Weingutstochter trotz größter Anstrengungen keinen Lebenspartner gefunden hatte, übergab der Vater seine Weinberge an die Tochter, um ihre Chancen auf dem Heiratsmarkt zu erhöhen. Schon bald war ein geeigneter Ehemann gefunden und das Paar liebte sich und bearbeitete gemeinsam und mit viel Ehrgeiz die Weinberge. Die Fruchtruten in ihren Weinbergen banden sie liebevoll in Herzform. Daran erkannten von da an die Besucher der Weinberge die Weingerten des Nies’chen.